# Sadići
Sadići este un sat din comuna Bijelo Polje, Muntenegru. Conform datelor de la recensământul din 2003, localitatea are 113 locuitori (la recensământul din 1991 erau 143 de locuitori).

## Demografie
În satul Sadići locuiesc 85 de persoane adulte, iar vârsta medie a populației este de 38,9 de ani (38,4 la bărbați și 39,3 la femei). În localitate sunt 31 de gospodării, iar numărul mediu de membri în gospodărie este de 3,65.
Această localitate este populată majoritar de sârbi (conform recensământului din 2003).
|  |

| Demografie | Demografie | Demografie |
| An         | Locuitori  | Locuitori  |
| ---------- | ---------- | ---------- |
|            |            |            |
|            |            |            |
|            |            |            |
|            |            |            |
| 1948       | 175        |            |
| 1953       | 213        |            |
| 1961       | 215        |            |
| 1971       | 199        |            |
| 1981       | 160        |            |
| 1991       | 143        | 143        |
| 2003       | 113        | 113        |

| \| Componența etnică conform recensământului din 2003[2] \| Componența etnică conform recensământului din 2003[2] \| Componența etnică conform recensământului din 2003[2] \| Componența etnică conform recensământului din 2003[2] \| Componența etnică conform recensământului din 2003[2] \| \| ----------------------------------------------------- \| ----------------------------------------------------- \| ----------------------------------------------------- \| ----------------------------------------------------- \| ----------------------------------------------------- \| \| \| \| \| \| \| \| Sârbi \| Sârbi \| \| 77 \| 68,14% \| \| Muntenegreni \| Muntenegreni \| \| 32 \| 28,31% \| \| necunoscută \| necunoscută \| \| 0 \| 0% \| |              |  |    |        |
| Componența etnică conform recensământului din 2003 |              |  |    |        |
| |              |  |    |        |
| Sârbi | Sârbi        |  | 77 | 68,14% |
| Muntenegreni | Muntenegreni |  | 32 | 28,31% |
| necunoscută | necunoscută  |  | 0  | 0%     |